# Magwe
Magwe, ou Magway, est la capitale de la Région de Magway, dans le centre de la Birmanie. Elle est située sur l'Irrawaddy. En 2007, elle comptait 101 337 habitants.